# Vilanova de Prades
Vilanova de Prades és un municipi de la comarca de la Conca de Barberà situat a l'extrem sud-occidental de la comarca, al límit amb les Garrigues, el Priorat i el Baix Camp. Així, confronta amb els termes de Vallclara, al NE, Prades (Baix Camp) per l'E i pel S, Cornudella de Montsant, al S, i Ulldemolins, a l'W (Priorat), i amb la Pobla de Cérvoles i el Vilosell, al N (Garrigues). La seva alcaldessa és la Marta Garcia i Margarit després de guanyar les eleccions municipals del passat 28 de maig de 2023 amb la marca d'Acord Municipal d'ERC.

## Història
El 1159 Vilanova apareix citada a la carta de població de Prades com a límit d'aquest terme. A mitjan segle xii, Ramon Berenguer IV va cedir el lloc al capellà de l'Espluga de Francolí, Pere de Pinós. Quatre anys després, el rei Alfons el Cast va donar-lo a un nebot del capellà, Pere d'Avellà. Li va imposar com a condició que construís una fortalesa i que s'encarregués de la seva repoblació. El 1324 Vilanova va quedar integrada dins del comtat de Prades.

## Geografia
- Llista de topònims de Vilanova de Prades (Orografia: muntanyes, serres, collades, indrets..; hidrografia: rius, fonts...; edificis: cases, masies, esglésies, etc).

## Demografia
| 1497 f | 1515 f | 1553 f | 1717 | 1787 | 1857 | 1877 | 1887 | 1900 | 1910 |
| ------ | ------ | ------ | ---- | ---- | ---- | ---- | ---- | ---- | ---- |
| -      | 14     | 20     | 145  | 431  | 762  | 563  | 600  | 523  | 419  |

| 1920 | 1930 | 1940 | 1950 | 1960 | 1970 | 1981 | 1990 | 1992 | 1994 |
| ---- | ---- | ---- | ---- | ---- | ---- | ---- | ---- | ---- | ---- |
| 395  | 332  | 280  | 263  | 222  | 203  | 152  | 154  | 164  | 164  |

| 1996 | 1998 | 2000 | 2002 | 2004 | 2006 | 2008 | 2010 | 2012 | 2014 |
| ---- | ---- | ---- | ---- | ---- | ---- | ---- | ---- | ---- | ---- |
| 157  | 143  | 157  | 148  | 157  | 149  | 145  | 143  | 129  | 126  |

| 2016 | 2018 | 2020 | 2022 | 2024 | 2026 | 2028 | 2030 | 2032 | 2034 |
| ---- | ---- | ---- | ---- | ---- | ---- | ---- | ---- | ---- | ---- |
| 118  | 117  | 107  | 107  | 111  | -    | -    | -    | -    | -    |

## Cultura

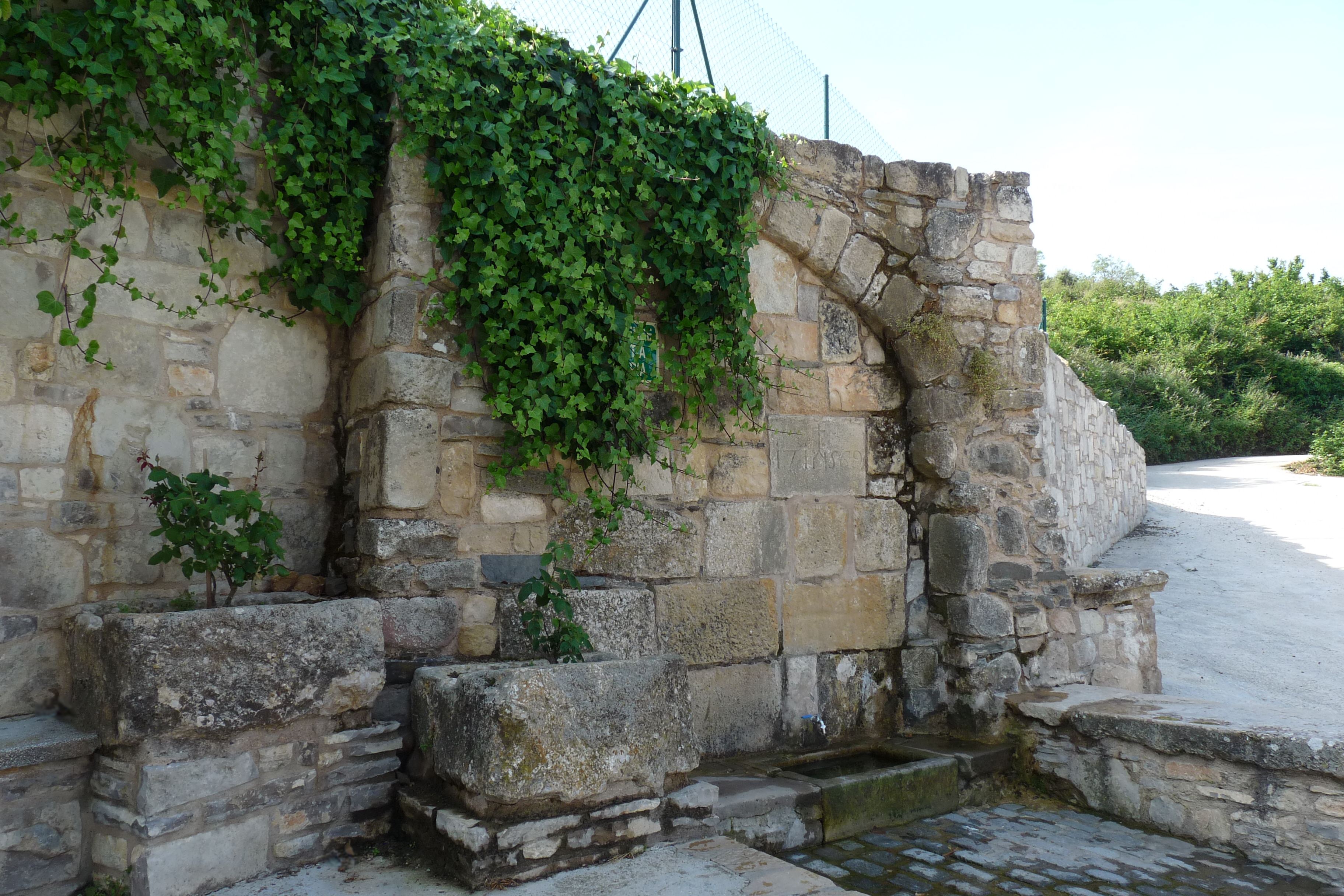
La Font Vella

L'església parroquial està dedicada a Sant Salvador. De l'antiga església i de la qual n'apareix la primera referència el 1180 se'n conserven alguns murs que fan paret amb la rectoria. La construcció actual es va alçar al segle xviii en estil barroc. El seu interior albergava un retaule barroc que presidia l'altar major i que va ser destruït durant la Guerra Civil. Abans de ser repintada l'església, a la llinda de la porta esquerra del presbiteri, es coneix que hi havia una llegenda en llatí que deia que el temple s'havia començat a pintar el 26 de juliol de 1827 i que s'havia acabat el 6 de juliol de 1829. Així mateix, a la llinda de la porta de la dreta es llegia, també en llatí, que la caiguda d'una roca l'11 de novembre de 1897 va destruir la volta de l'absis i la banda esquerra de l'altar i que la restauració s'acabà el 5 d'agost de 1898.
Algunes de les cases del poble daten dels segles xvi, xvii i xviii, i han conservat les portalades adovellades.
L'ermita de Sant Antoni de Pàdua, del segle xix, es troba al costat del cementiri, a la zona denominada el Camp de Poblet. Segons la tradició, tres dones que es van salvar de la pesta van costejar-ne la construcció. Durant la guerra civil va ser saquejada però encara s'hi poden veure alguns elements decoratius originals. Es considera un dels patronatges de la vila.
La festa major se celebra el primer cap de setmana del mes d'agost, en honor de la Transfiguració del Senyor, i la setmana següent, es programen diferents activitats culturals i lúdiques al voltant de la festivitat de Sant Roc.
El penúltim cap de setmana d'agost té lloc el Recital de Poesia i Música que s'ha consolidat en els darrers anys com un acte de petit format de gran qualitat.
El darrer cap de setmana d'octubre s'hi celebra la festa i mercat de la castanya, declarada Festa d'Interès Comarcal pel Consell Comarcal de la Conca de Barberà.

## Economia
La principal activitat econòmica és l'agricultura. Destaquen el cultiu d'avellaners, castanyers i ametllers. Al llarg del curs del riu de Prades (afluent del riu de Montsant) s'hi poden veure antics molins d'aigua, avui dia inactius, que van ser de gran importància per l'economia del municipi.